# Eric Szmanda

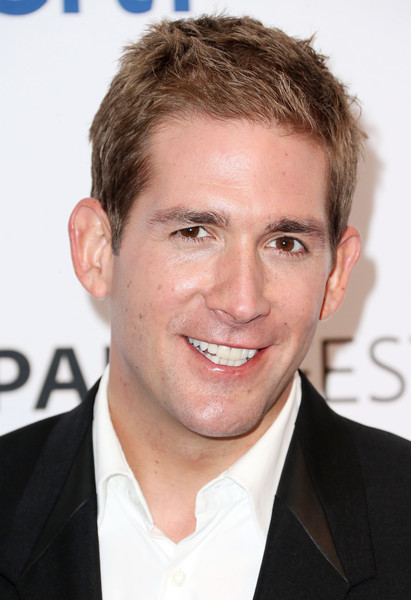
Eric Szmanda

Eric Kyle Szmanda (* 24. Juli 1975 in Milwaukee, Wisconsin) ist ein US-amerikanischer Schauspieler.

## Biografie
Szmanda wuchs zusammen mit seinen Brüdern Rob und Brett in der Kleinstadt Mukwonago auf, in der er 1993 die High School absolvierte. Anschließend besuchte er das Carroll College in Wisconsin. Er merkte schnell, dass er Schauspieler werden wollte, da er in seiner Schulzeit viel Theater spielte. So verkörperte er die Figur des Lysander in einer Produktion von Ein Sommernachtstraum von Shakespeare.
Als er nach Los Angeles zurückkehrte, wirkte er bei der Premiere von Black Box mit. 1998 spielte er seine erste Hauptrolle als Jacob Resh in der Serie Das Netz – Todesfalle Internet, die auf dem gleichnamigen Film basiert. Als die Serie abgebrochen worden war, beschloss Szmanda, sich ganz auf seine Schauspielkarriere zu konzentrieren. Schon bald bekam er die Hauptrolle des Johnny Dodge in Dodge’s City. Die Show führte jedoch zu keinem großen Erfolg, sodass er weiter kleinere Rollen übernahm. 2000 bekam er die Rolle des Laboranten Greg Sanders in der CBS-Erfolgsserie CSI: Den Tätern auf der Spur. Mit zunehmendem Erfolg erhielt er regelmäßige Auftritte in der Serie. Ab der dritten Staffel wurde Szmanda in die Riege der Hauptdarsteller aufgenommen und stieg auch in der Serie vom Laboranten zum echten CSI Level 1 auf. 2004 spielte er den Polizisten Derek in Tom Zubers Film Little Athens und stand 2005 in Hyenas in Hollywood auf der Bühne.
Szmanda hat eine Produktionsfirma namens Doop, die Musik und Schauspiel zusammen bringt. Als Fan der Musik von Marilyn Manson hat er in dessen Musikvideo (s)AINT einen Gastauftritt.
Nach dem Ende von CSI im Jahr 2015 war er 2018 im Film Shangri-La: Near Extinction und 2020 im Film Adverse zu sehen.

## Filmografie (Auswahl)
- 1998: Das Netz – Todesfalle Internet (The Net, Fernsehserie, 13 Folgen)
- 2000: Oh Baby (Fernsehserie, 2 Folgen)
- 2000: Zoe, Duncan, Jack & Jane (Fernsehserie, Folge 2x06)
- 2000: Eins, zwei, Pie – Wer die Wahl hat, hat die Qual (100 Girls)
- 2000: FreakyLinks (Fernsehserie, Folge 1x03)
- 2000: True Vinyl – Voll aufgelegt! (True Vinyl)
- 2000: Big Time (Kurzfilm)
- 2000–2015: CSI: Den Tätern auf der Spur (CSI: Crime Scene Investigation, Fernsehserie, 329 Folgen)
- 2001: Three Sisters (Fernsehserie, Folge 1x07)
- 2001: Lady Cops – Knallhart weiblich (The Division, Fernsehserie, Folge 1x14)
- 2002: Die Regeln des Spiels (The Rules of Attraction)
- 2005: Little Athens
- 2005: Kleine weiße Wunder (Snow Wonder, Fernsehfilm)
- 2018: Shangri-La: Near Extinction
- 2020: Adverse
- 2023: CSI: Vegas (Fernsehserie, 3 Folgen)

## Videospiele
- 2010: CSI Fatal Conspriracy (Greg Sanders Synchronisation)
- 2009: CSI: Crimes Scene Investigation – Deadly Intent (Greg Sanders Synchronisation)
- 2007: SCI: Crimes Scene Investigation – Hard Evidence (Greg Sanders Synchronisation)
- 2006: CSI: 3 Dimensions of Murder (Greg Sander Synchronisation)
- 2004: CSI: Crimes Scene Investigation – Dark Motives (CSI Laboratory Technician Gregory „Greg“ Sanders Synchronisation)